# Robert Treat Paine (Zoologe)
Robert Treat Paine III (* 13. April 1933 in Cambridge, Massachusetts, Vereinigte Staaten; † 13. Juni 2016), genannt Bob Paine, war ein US-amerikanischer Ökologe und Professor für Zoologie an der Fakultät für Biologie der University of Washington. 1969 führte er das Konzept der Schlüsselarten („keystone species“) in die Ökologie ein.

## Leben
Robert Paines Mutter arbeitete als Fotografin und Autorin, sein Vater als Kunsthistoriker. Er wuchs in Cambridge, Massachusetts, auf und erwarb 1954 den Bachelor-Abschluss im Fach Biologie an der Harvard University. Nach seinem Militärdienst setzte er sein Studium an die University of Michigan in Ann Arbor fort und plante zunächst, im Gebiet der Paläontologie tätig zu werden. Nachdem er jedoch Vorlesungen des Ökologen Frederick Edward Smith gehört hatte, entwickelte sich sein Interesse für dieses Fachgebiet; 1961 promovierte mit einer Studie über die Populationsdynamik des Brachiopoden Glottidia pyramidata, eines sogenannten lebenden Fossils.
Nach einem kurzen Postdoc-Aufenthalt an der Scripps Institution of Oceanography in La Jolla, Kalifornien, ging Paines ans Institut für Zoologie der University of Washington. Dort begann er eine Serie von Experimenten mit Seesternen, deren Ergebnisse 1966 erstmals publiziert wurden und die heute als klassisches Projekt der experimentellen Meeresökologie gelten: Paines entfernte zunächst alle Seesterne der Art Pisaster ochraceus aus einem Abschnitt vor Küste vor Neah Bay, Washington, und beobachtete danach die Folgen der Entnahme dieser Prädatoren für andere Arten dieses Ökosystems. Tatsächlich veränderte sich die Zusammensetzung der Arten, da die Individuen der zuvor dem Prädator als Beute dienenden Arten sich nunmehr verstärkt vermehren konnten, in verstärkte Konkurrenz zueinander traten und dies erhebliche Auswirkungen auf die Biodiversität hatte. In einer 1969 publizierten Veröffentlichung verallgemeinerte er diese Beobachtungen dann zum Konzept der Schlüsselarten.
1971 wurde Robert Paine an der University of Washington zum Professor berufen; er blieb dieser Hochschule bis zu seinem Tod verbunden.

## Ehrungen
- 1986: Mitglied der National Academy of Sciences
- 1996: Sewall Wright Award
- 1999: Mitglied der American Academy of Arts and Sciences
- 2009: Ehrenmitglied der American Society of Naturalists[7]

## Schriften (Auswahl)
- Ecology of the Brachiopod Glottidia pyramidata. In: Ecological Monographs. Band 33, Nr. 3, 1963, S. 187–213, doi:10.2307/1942626.
- Food Web Complexity and Species Diversity. In: The American Naturalist. Band 100, Nr. 910, 1966, S. 65–75, doi:10.1086/282400.
- A Note on Trophic Complexity and Community Stability. In: The American Naturalist. Band 103, Nr. 929, 1969, S. 91–93, doi:10.1086/282586.
- The Pisaster-Tegula Interaction: Prey Patches, Predator Food Preference, and Intertidal Community Structure. In: Ecology. Band 50, Nr. 6, 1969, S. 950–961,  doi:10.2307/1936888.
- mit Simon A. Levin: Disturbance, Patch Formation, and Community Structure. In: PNAS. Band 71, Nr. 7, 1974, S. 2744–2747, doi:10.1073/pnas.71.7.2744, Volltext (PDF).
- Food Webs: Linkage, Interaction Strength and Community Infrastructure. In: Journal of Animal Ecology. Band 49, Nr. 3, 1980, S. 666–685, doi:10.2307/4220.
- Food Webs: Road Maps of Interactions or Grist for Theoretical Development? In: Ecology. Band 69, Nr. 6, 1988, S. 1648–1654, doi:10.2307/1941141.
- Food-web analysis through field measurement of per capita interaction strength. In: Nature. Band 355, 1992, S. 73–75, doi:10.1038/355073a0.
- A Conversation on Refining the Concept of Keystone Species. In: Conservation Biology. Band 9, Nr. 4, 1995, S. 962–964, doi:10.1046/j.1523-1739.1995.09040962.x, Volltext (PDF).
- Trophic Control of Production in a Rocky Intertidal Community. In: Science. Band 296, 2002, S. 736–739, doi:10.1126/science.1069811, Volltext (PDF).
- mit Boris Worm: Humans as a Hyperkeystone Species. In: Trends in Ecology & Evolution. Band 31, Nr. 8, 2016, S. 600–607, doi:10.1016/j.tree.2016.05.008.[8]

## Belege
1. ↑  Prof. Emeritus Bob Paine (1933–2016). Nachruf auf: biology.washington.edu vom 15. Juni 2016.
2. ↑   R. T. Paine: A Note on Trophic Complexity and Community Stability. In: The American Naturalist. Band 103, Nr. 929, 1969, S. 91–93, doi:10.1086/282586.
3. ↑  Sean B. Carroll: The Ecologist Who Threw Starfish. Auf: nautil.us vom 10. März 2016.
4. ↑  Robert T. Paine: The Life History and Population Dynamics of Glottidia pyramidata (Brachiopoda). University of Michigan, PhD thesis, Ann Arbor 1961.
5. ↑  R. B. Root: Robert T. Paine, President, 1979–1980. In: Bulletin of the Ecological Society of America. Band 60, Nr. 3, 1979, S. 156–157, Volltext (PDF).
6. ↑  Jane Lubchenco: Robert Treat Paine (1933–2016). Ecologist who established concept of keystone species. In: Nature. Band 535, Nr. 7612, 2016, S. 356, doi:10.1038/535356a.
7. ↑  Honorary Lifetime Membership Award: Robert T. Paine. In: The American Naturalist. Band 174, Nr. 3, 2009, S. iii, doi:10.1086/605920.
8. ↑   Besprechung von Humans as a Hyperkeystone Species (Memento vom 22. Juni 2016 im Internet Archive) auf theatlantic.com vom 21. Juni  2016.

| Personendaten    | Personendaten                                            |
| ---------------- | -------------------------------------------------------- |
| NAME             | Paine, Robert Treat                                      |
| ALTERNATIVNAMEN  | Paine III, Robert Treat (vollständiger Name); Paine, Bob |
| KURZBESCHREIBUNG | US-amerikanischer Ökologe und Meeresbiologe              |
| GEBURTSDATUM     | 13. April 1933                                           |
| GEBURTSORT       | Cambridge, Massachusetts, Vereinigte Staaten             |
| STERBEDATUM      | 13. Juni 2016                                            |